# Rajgród
Rajgród – miasto w województwie podlaskim, w powiecie grajewskim, położone nad Jeziorem Rajgrodzkim. Siedziba gminy miejsko-wiejskiej Rajgród.
Początkowo Rajgród stanowił część Jaćwieży, następnie zaś należał do ziemi wiskiej, stanowiącej część Mazowsza, po czym został włączony do Podlasia jako część ziemi bielskiej. Miasto królewskie starostwa rajgrodzkiego w ziemi bielskiej województwa podlaskiego w 1795 roku. W latach 1975–1998 miasto administracyjnie należało do woj. łomżyńskiego. W Rajgrodzie działa Ochotnicza Straż Pożarna.
Przez miasto przebiega droga krajowa nr 61.
Według danych GUS z 1 stycznia 2024 Rajgród liczył 1388 mieszkańców.

## Jezioro Rajgrodzkie

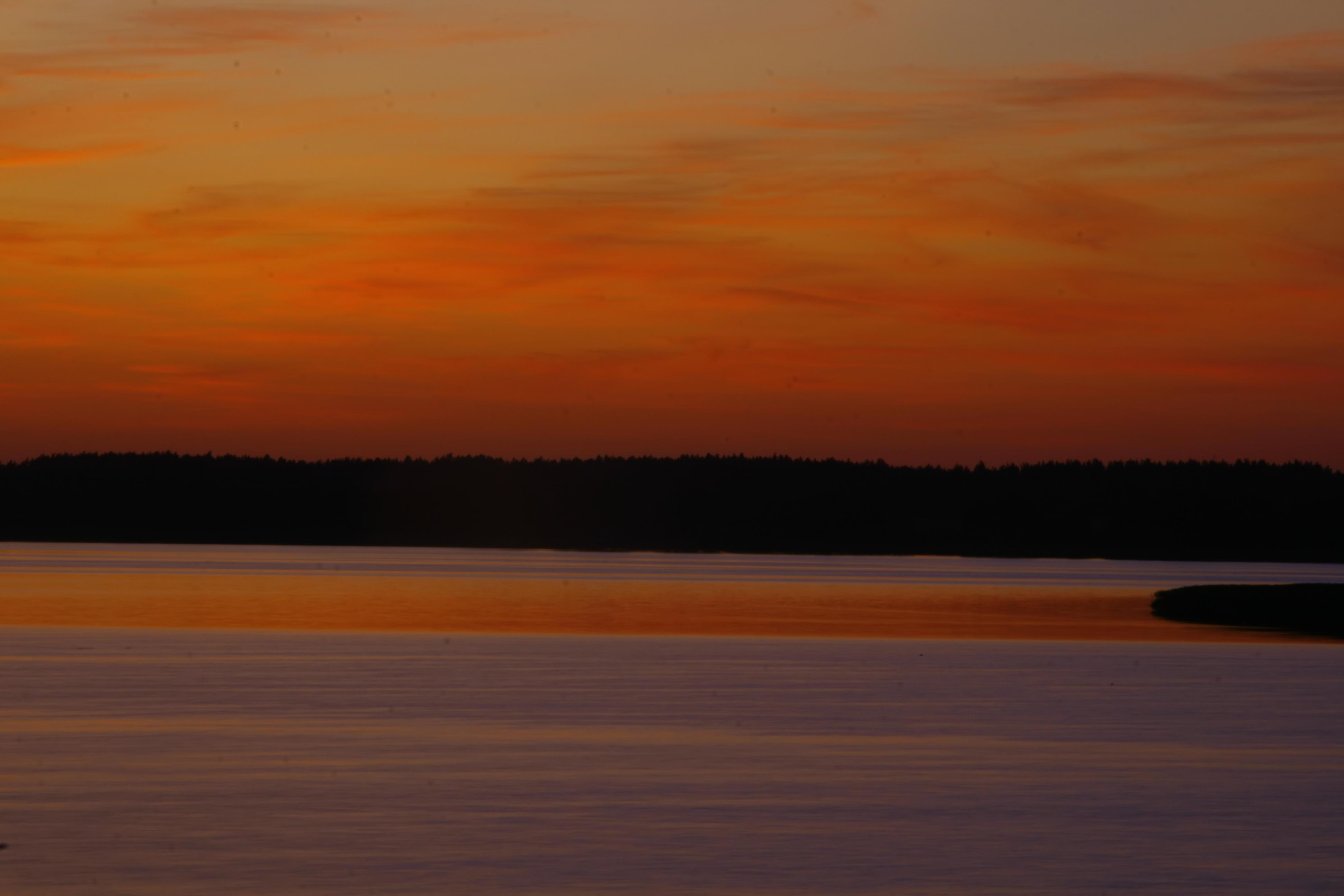
Zachód Słońca nad Jeziorem Rajgrodzkim

Na Pojezierzu Rajgrodzkim występują liczne jeziora, z których największe – Rajgrodzkie stanowi oś regionu. Jezioro Rajgrodzkie to rynnowe jezioro przepływowe rzeki Legi (Jegrzni) o powierzchni 1514 ha (18 w Polsce pod względem powierzchni), w tym powierzchnia wysp wynosi 11,1 ha, długość maksymalna osiąga 12 050 m, zaś maksymalna szerokość 1900 m, głębokość maksymalna – 52 m (20 lokata w kraju), podczas gdy głębokość średnia wynosi 9,4 m, objętość Jeziora Rajgrodzkiego wynosi 142 623 tys. m³ i pod tym względem jest 14 w Polsce. Linia brzegowa jest dobrze rozwinięta z licznymi zatokami, półwyspami, cyplami, o długości 56 000 m. Jezioro Rajgrodzkie ma charakterystyczny kształt. Składa się ono ze zbiornika głównego i czterech wydłużonych ramion (zatok). Zatoki północne nazywane są jeziorami: Przepiórka (północno-wschodnia) i Stackie (północno-zachodnia). Zatoka południowa nosi nazwę Zatoki Czarnowiejskiej. Zbiornik główny i zatoka wschodnia, nad którą leży Rajgród, to Jezioro Rajgrodzkie.
Liczne ośrodki turystyczno-wypoczynkowe.

## Historia

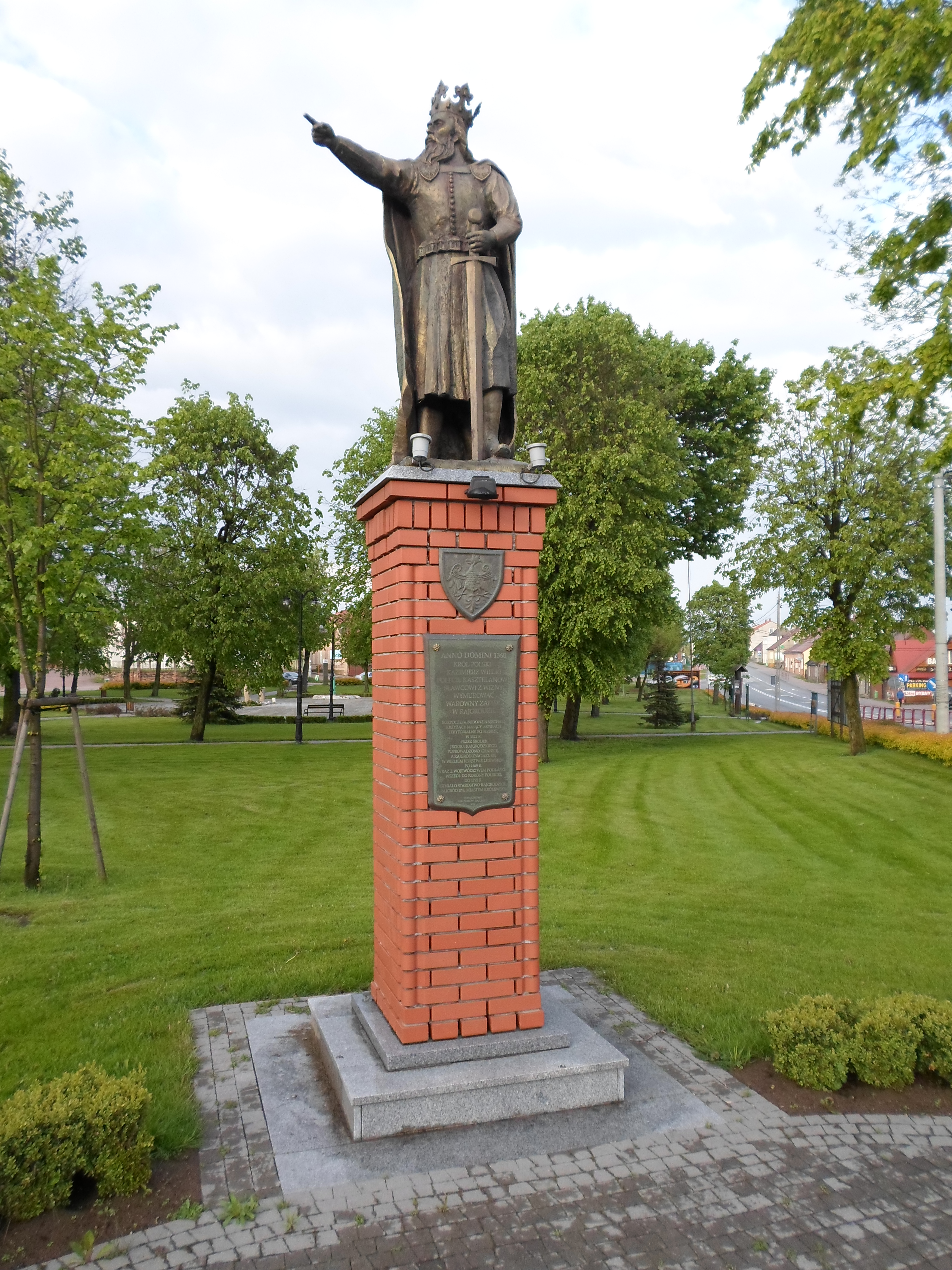
Pomnik Kazimierza III Wielkiego

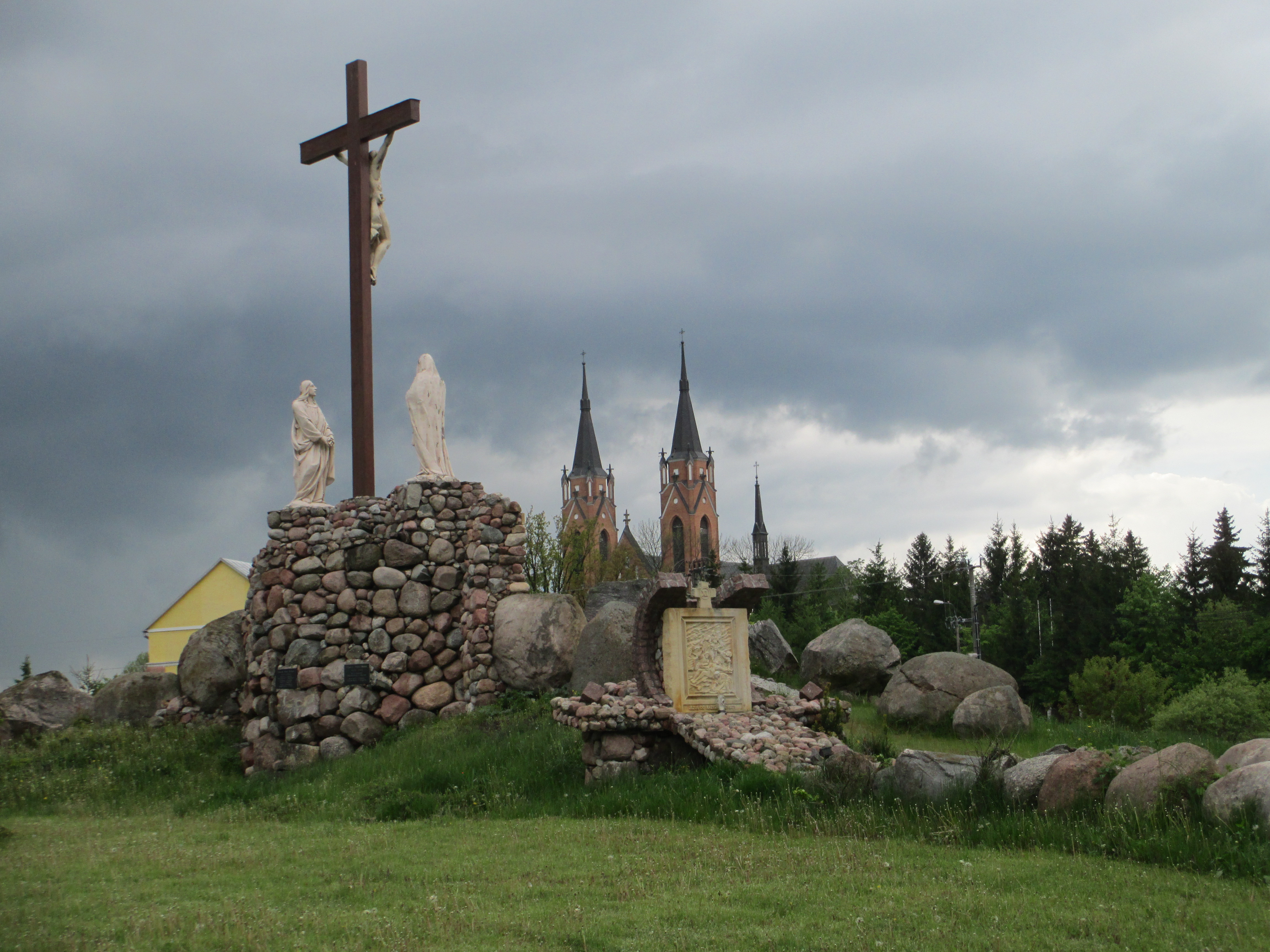
Droga krzyżowa z widocznym w tle Kościołem Narodzenia Najświętszej Maryi Panny

Pierwsze ślady działalności ludzkiej w rejonie Rajgrodu pochodzą z około 9000–7000 roku p.n.e. Nad jeziorem Dręstwo znaleziono szkielety ludzi kromaniońskich. W średniowieczu na wyspie, gdzie wznosiło się wzgórze, Jaćwingowie założyli osadę Raj, która była siedzibą plemienia jaćwieskiego – Zlinców. Leżała ona szlaku handlowym wiodącym z Mazowsza w głąb ziem jaćwieskich.
Po śmierci księcia płockiego Bolesława III w 1351 roku ziemia wiska (a w tym teren Rajgrodu) została odziedziczona przez króla Kazimierza Wielkiego. Król w 1355 roku przekazał ziemię wiską i Rajgród na trzy lata Siemowitowi III (odpowiedni dokument książę Siemowit wystawił w Kaliszu 27 XII 1355 r.). W 1358 na mocy zawartej w Grodnie umowy Mazowsza z Litwą potwierdzono przynależność ziem, na których leży Rajgród do Mazowsza. Według Wiganda z Marburga w 1360 roku król Kazimierz Wielki nakazał budowę w Rajgrodzie zamku Rongart, który nie został wtedy ukończony z powodu zniszczenia go w tym samym roku przez Krzyżaków, którzy twierdzili, że ta część terenów po Jaćwingach powinna należeć do państwa Zakonu Krzyżackiego. Pierwsza pewna wzmianka o Rajgrodzie pochodzi z 1429 roku z aktu sprzedaży przez Mikołaja z Rajgrodu dóbr w ziemi wiskiej jego bracie – Janie. W XIV/XV wieku pod grodem w Rajgrodzie zaczęła rozwijać się osada, w której istniał drewniany kościół i cmentarz (w miejscu obecnej szkoły). Pierwszymi mieszkańcami osady byli mazowieccy bartnicy i rybacy z Goniądza. Na mocy pokoju w Melnie w 1422 roku Rajgród przeszedł z Mazowsza do Wielkiego Księstwa Litewskiego. Pierwszym źródłowo poświadczonym plebanem w Rajgrodzie był w 1485 r. ksiądz Adam Szczuka, poprzednio wikary wąsoski.
Około 1505 roku tereny te król Aleksander Jagiellończyk nadał Michałowi Glińskiemu, a w 1509 król Zygmunt I Stary nadał dobra rajgrodzkie i goniądzkie wojewodzie Mikołajowi Radziwiłłowi, co stało się początkiem istnienia na tym terenie tzw. „państwa Radziwiłłów”. W tym okresie Rajgród jest uznawany za przynależny do ziemi bielskiej. W 1519 r. Mikołaj Radziwiłł na prośbę plebana Stanisława Wilka wydał nowy przywilej fundacyjny dla kościoła w Rajgrodzie, ponieważ stary został zagubiony. W 1520 r. miał miejsce najazd Krzyżaków, którzy poważnie zniszczyli zabudowę miasta. W 1529 roku z inicjatywy królowej Bony został wydany wyrok królewski „uwalniający” szlachtę rajgrodzką i goniądzką spod władzy Radziwiłłów.
W 1566 r. nastąpiła nowa lokacja miasta, prawa miejskie Rajgród otrzymał w 1568 roku od wojewodziny Anny z Radziwiłłów Kiszczyny. Po unii lubelskiej w 1569 roku włączono go wraz z całym województwem podlaskim do Korony Królestwa Polskiego. W 1570 roku Anna Kiszczyna zapisała dobra rajgrodzkie i goniądzkie królowi Zygmuntowi Augustowi, w związku z czym Rajgród stał się miastem królewskim i siedzibą starosty, którym został Marcin Dulski. Około 1602 roku w zachodniej części wzgórza zamkowego wzniesiono „dwór wielki”, w którym prawdopodobnie mieściła się siedziba i urząd starosty. Budynek ten istniał do około połowy XVII wieku, a jego fundamenty były widoczne jeszcze w końcu XIX wieku. Badania archeologiczne potwierdziły związek Góry Zamkowej z okresem funkcjonowania na niej siedziby starostów rajgrodzkich, wywodzących się z rodziny Dulskich herbu Przegonia. Pierwszym starostą utworzonych z dóbr Goniądza i Rajgrodu starostw rajgrodzkiego i augustowskiego był od 1571 r. Marcin Dulski, ożeniony ze Szczęsną z Rożnowa. Po nim starostwo w 1597 r. objął jego syn Piotr Dulski ożeniony z Anną Zofią z Pretficzów herbu Wczele. Przeciwko niemu w 1616 roku z powodu nadmiernego fiskalizmu skargi składali mieszczanie i chłopi. Następnie starostą był syn Piotra - Krzysztof Dulski, pełniący ten urząd w latach 1632-1645. Potem przekazał starostwo augustowskie Fryderykowi Denhoffowi, a starostwo rajgrodzkie posiadał w latach 1645-1665 Inflantczyk Jan Berg, pułkownik królewski. Odtąd starostwo rajgrodzkie stanowiło uposażenie wyższych oficerów królewskich wywodzących się z Inflant. W 1655 najazd wojsk szwedzkich zakończył okres pomyślnego rozwoju. W 1679 roku król Jan III Sobieski potwierdził prawa miejskie magdeburskie i jego przywileje. W XVIII wieku jest wzmiankowana szkoła w Rajgrodzie, a w 1764 roku rozpoczęto budować nowy kościół.
W czasie insurekcji kościuszkowskiej mieszczanie i okoliczna szlachta 10 lipca 1794 roku poniosła porażkę w starciu z wojskami pruskimi. Po III rozbiorze Polski miasto zagarnęło Królestwo Prus i włączyło do Prus Nowowschodnich, a po Traktacie w Tylży w 1807 roku objęło je Księstwo Warszawskie. Od 1815 część Królestwo Kongresowego. W czasie powstania listopadowego w dniu 29 maja 1831 r. pod Rajgrodem odbyła się zwycięska bitwa wojsk polskich pod dowództwem gen. Antoniego Giełguda z Rosjanami. W szarży ułanów poznańskich poległ mjr Franciszek Mycielski. W 1863 roku na Górze Rykowej pod Rajgrodem stracono powstańca Narzymskiego. W 1863 roku miasto utraciło prawa miejskie, które przywrócono w 1924 roku po odzyskaniu niepodległości. W latach 1870–1923 siedziba gminy Rajgród. W 1937 roku rozpoczęto budowę nowej szkoły.
W 1807 roku leśniczym w leśnictwie Rajgród zostaje Józef Sienkiewicz – dziadek Henryka Sienkiewicza, a 30 czerwca 1813 roku we wsi Woźnawieś urodził się jego ojciec Józef Paweł Ksawery.
W okresie międzywojennym stacjonowała tu placówka Straży Celnej „Okoniówek” i placówka Straży Celnej „Rajgród”. W 1921 mieszkało tu 2291 osób. W 1929 istniał w mieście kościół katolicki oraz synagoga. Budynek bożnicy był drewniany. Obecnie nie istnieje.
W 1941 roku w Rajgrodzie doszło do pogromu miejscowych Żydów. W wyniku zbiorowych egzekucji, w których brali udział niektórzy Polacy zginęło około 100 osób.
W latach 1941–1944 Rajgród znajdował się w granicach Bezirk Bialystok.

W lipcu 1941 Niemcy utworzyli tam getto dla ludności żydowskiej. Przybywało w nim ok. 1200 Żydów z Rajgrodu i okolicznych miejscowości. Zostało ono zlikwidowane 2 listopada 1942, a jego mieszkańcy wywiezieni do obozu przejściowego w Boguszach.

## Zabytki

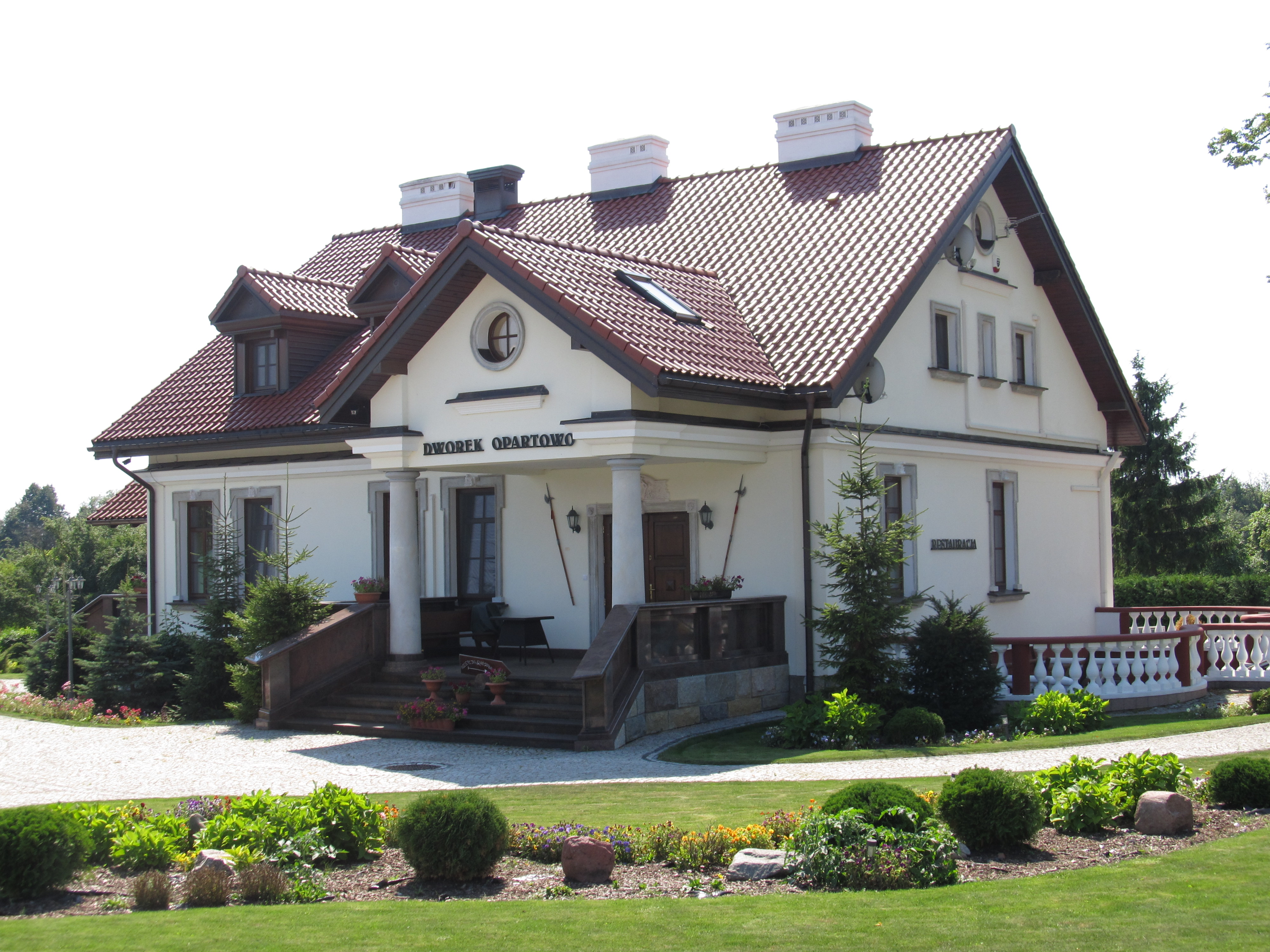
Dworek Opartowo

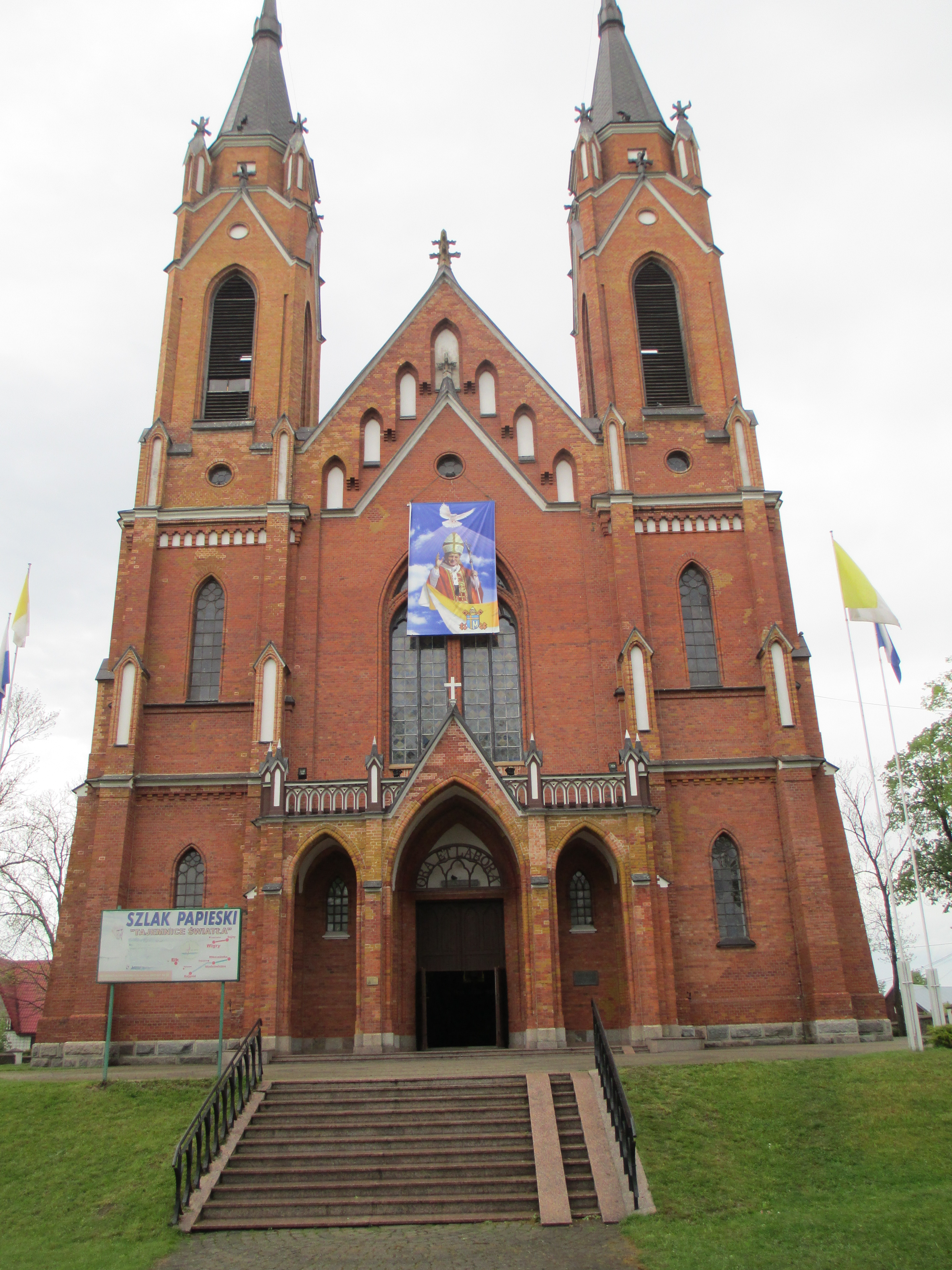
Kościół Narodzenia NMP

opracowano na podstawie materiału źródłowego
- Góra Zamkowa z punktem widokowym na Jezioro Rajgrodzkie
- Dworek Opartowo
- Kościół Narodzenia Najświętszej Maryi Panny
- Rynek – Plac 1000-lecia
- Dworek organistów (Koniecków i Kurpiewskich)
- Kapliczka przydrożna
- Cmentarz z XIX-wieczną kaplicą
- Cmentarz żydowski w Rajgrodzie

### Zabytki w okolicach Rajgrodu
- Młyn na Wojdach
- Kościół Parafialny pw św. Wojciecha w Rydzewie

## Demografia

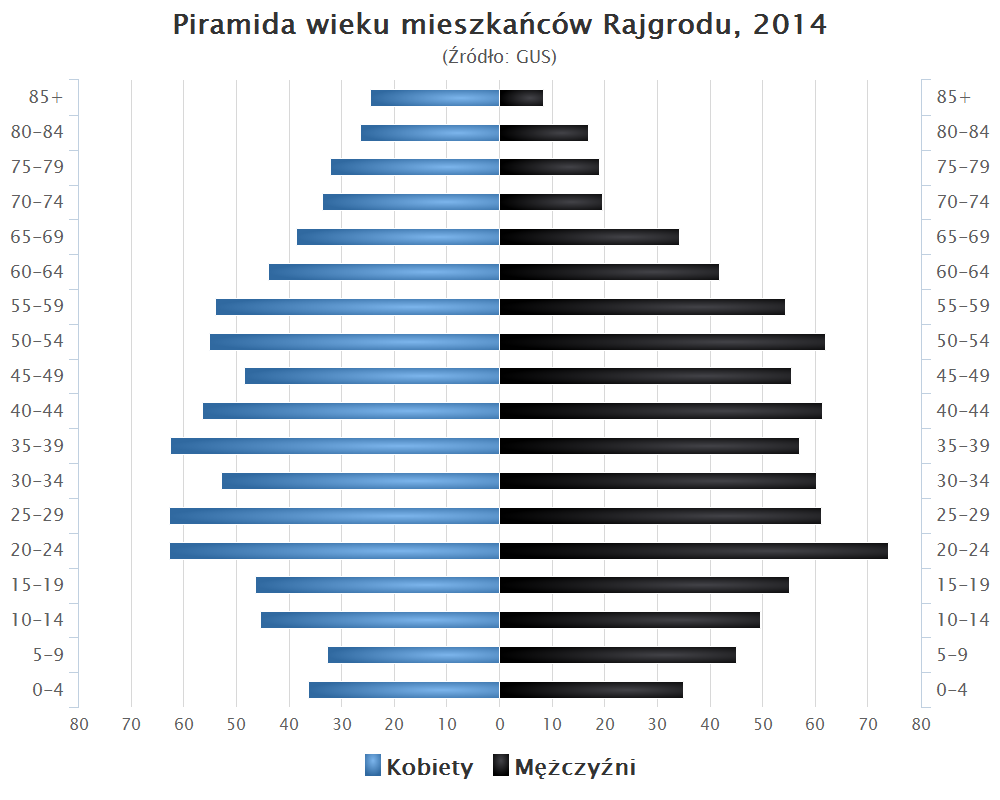
Piramida wieku mieszkańców Rajgrodu w 2014 roku